# Scopula faeculentaria
Scopula faeculentaria är en fjärilsart som beskrevs av Paul Mabille 1879. Scopula faeculentaria ingår i släktet Scopula och familjen mätare. Inga underarter finns listade.